# Stamväg 68
Stamväg 68 är en 207 km lång stamväg i Finland som går från Jakobstad i Österbotten genom Södra Österbotten till Virdois i Birkaland.

## Sträckning och anslutningar
- Jakobstad 749
- Pedersöre
  - Edsevö E 8/8
  - Ytteresse 747
- Evijärvi 63
- Lappajärvi 711
- Vindala 750
- Alajärvi
  - Hoisko 16
  - 714
  - Lehtimäki 697
- Etseri 18
- Virdois 23 66